# David Luther Burgess
David Luther Burgess, kanadski letalski častnik, vojaški pilot in letalski as, * 28. januar 1891, Kleinburg, Ontario, † 30. november 1960, Ottawa.
Nadporočnik Burgess je v svoji vojaški službi dosegel 7 zračnih zmag.

## Življenjepis
Med prvo svetovno vojno je bil pripadnik 25. eskadrilje Kraljevega letalskega korpusa.

## Odlikovanja
- Military Cross (MC)